# Shizuoka (stad)

De wijken van Shizuoka

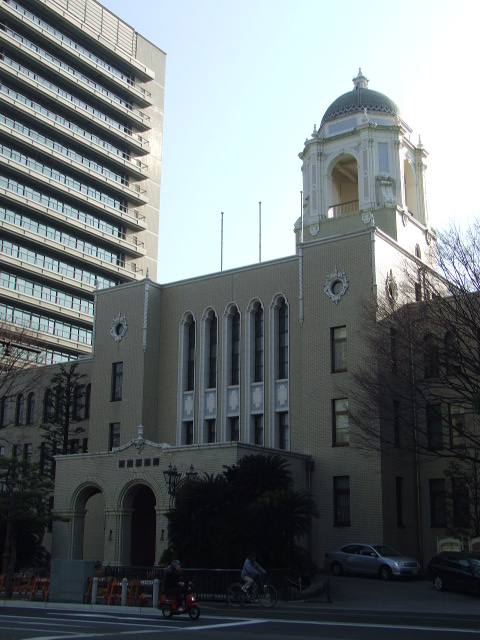
Het stadhuis van Shizuoka

Shizuoka (Japans: 静岡市, Shizuoka-shi) is de hoofdstad van de prefectuur Shizuoka in Japan.

## Demografie
Begin 2010 had de stad bijna 717.000 inwoners. De bevolkingsdichtheid bedraagt 508 inwoners per km². De oppervlakte van de stad is 1.388,78 km². Shizuoka werd gesticht op 1 april 1889.

### Wijken
Shizuoka heeft 3 wijken (ku) :
- Aoi-ku
- Suruga-ku
- Shimizu-ku

## Economie

### Landbouw
- Groene thee
- Aardbeien
- Wasabi
- Mandarijnen en andere citrusvruchten
- Lotussen
- Rozen

### Visserij
De haven zorgt voor een groot deel voor de vangst van de tonijn in Japan.

## Universiteiten
- Shizuoka Universiteit
- Universiteit van Shizuoka
- Tokai Universiteit
- Tokoha Gakuen Universiteit
- Shizuoka Eiwa Gakuin Universiteit

## Stedenbanden
Shizuoka heeft een stedenband met:
- Stockton te Californië in de Verenigde Staten vanaf 16 oktober 1959
- Omaha te Nebraska in de Verenigde Staten vanaf 1 april 1965
- Stockton te Indiana in de Verenigde Staten sinds 3 november 1989
- Cannes in Frankrijk vanaf 5 november 1991
- Hué, Vietnam sinds 12 april 2005

## Geboren
- Shigeo Sugiura (1917-1988), zwemmer
- Momoko Sakura (1965-2018), mangaka
- Kiko Kawashima (1966), prinses van Japan
- Kazuyoshi Miura (1967), voetballer
- Riyo Mori (1986), Miss Universe 2007
- Ryota Oshima (1993), voetballer
- Keisuke Goto (2005), voetballer